# Juice=Juice
Juice=Juice(쥬스=쥬스)는 헬로! 프로젝트에 소속된 일본의 여성 11인조 아이돌 그룹이다.

## 개요
결성 이전
미야자키 유카 이외의 멤버는 헬로! 프로젝트의 연수생인「하로프로 연수생」조이다. 미야모토 카린, 타카기 사유키는 하로프로 연수생의 전신인 하로프로에그 시대에서 재적하고 있으며, 미야모토는 2008년 11월, 타카기는 2009년 11월에 가입되어 있다. 미야모토는 자신이 모닝구무스메。와 스마이레지의 추가 멤버 오디션에 합격할 수 없는 가운데, 하로프로에그 · 하로프로 연수생의 후배가 먼저 데뷔하는 것을 보고 "길을 잃어 버린 느낌"이 되었다고 나중에 밝혀, 타카기도 같은 상황에서 "그만두는 게 좋을까 망설였습니다"라고 말하고 있다.
우에무라 아카리와 오오츠카 아이나는 2010년에 모닝구무스메。9기 멤버 오디션을 받아 낙선했지만 하로프로 연수생이 되었다. 카나자와 토모코는 2012년 11월에 하로프로 연수생이 된 것으로 밝혀져 그로부터 약 3개월 만에 Juice=Juice의 멤버가 되었다. 미야자키 유카는 2012년에「SATOYAMA movement」의 유닛 "GREEN FIELDS"의 멤버가 되어, 이 유닛으로서 헬로! 프로젝트 콘서트에 참석했다가 Juice=Juice 가입이 결정되었다.
2013년
- 2월 3일, 후쿠오카 국제회의장 메인 홀에서 행해진 헬로! 프로젝트의 콘서트에서 하로프로 연수생의 카나자와 토모코, 타카기 사유키, 오오츠카 아이나, 미야모토 카린, 우에무라 아카리의 5명과 미야자키 유카의 합계 6명에 의해 신유닛이 결성되는 것이 발표되었다[1].
- 2월 25일, 그룹명이「Juice=Juice」이며, 당면 인디즈 활동을 해 나간다고 할 방침이며, 3월 2일에 행해지는「Hello! Project 봄의 대감사 히나마츠리 페스티벌 2013 ~전야제~」에서 그룹의 첫 피로를 하는 것이 발표되었다[2]. 프로듀서 층쿠♂는 그룹명에 대해「얻은 지 얼마 안되는」,「목이 타게」,「신선」,「천연」,「100%」로「짜 세워」라고 하듯이 언제까지나 신선하고 개성이 찬 유닛이 되었으면 한다고 정하였다[3].
- 3월 2일, 상술한 대로「Hello! Project 봄의 대감사제 히나마츠리 페스티벌 2013 ~전야제~」에 출연. 인디즈 데뷔곡「私が言う前に抱きしめなきゃね」를 첫 피로.
- 6월 13일, 첫 오픈 스페이스(이케부쿠로 선샤인 시티 알피 분수 광장)이벤트를 개최해, 7월에「ロマンスの途中」에 메이저 데뷔, 리더 미야자키 유카와 서브리더 카네자와 토모코의 취임을 발표했다[4].
- 7월 5일, 오오츠카 아이나가 Juice=Juice와 하로프로 연수생에서 탈퇴하는 것을 발표하였다[5].
- 9월 11일, 트리플 A면 싱글「ロマンスの途中／私が言う前に抱きしめなきゃね (MEMORIAL EDIT)／五月雨美女がさ乱れる (MEMORIAL EDIT)」로 메이저 데뷔.
- 11월, 제55회 일본 레코드 대상 신인상을 수상하였다.

2014년
- 3월 21일, 이케부쿠로 선샤인시티에서 행해진「裸の裸の裸のKISS／アレコレしたい!」발매기념 이벤트에서 단독 라이브 개최가 발표되었다.

2015년
- 4월 14일, 6th 싱글「Wonderful World／Ça va ? Ça va ?」(4월 8일 발매)가 오리콘 주간 싱글 차트에서 첫 1위를 획득했다.

2017년
- 6월 26일, 하로프로 연수생의 단바라 루루가 신멤버로 가입, 컨트리걸즈의 야나가와 나나미가 Juice=Juice에 이적해, 컨트리걸즈 겸임[6].

2018년
- 6월 13일, 이나바 마나카가 신멤버로 가입[7].
- 11월 2일, 야나가와 나나미가 Juice=Juice와 컨트리걸즈, 헬로! 프로젝트를 졸업을 발표하였다[8].
- 12월 21일, 미야자키 유카가 2019년 봄 라이브 투어 최종일을 기해 Juice=Juice와 헬로! 프로젝트를 졸업을 발표하였다[9]. 졸업 후에도 연예 활동을 계속하게 된다.

2019년
- 3월 11일, 야나가와 나나미가 Zepp Tokyo에서 행해진「Juice=Juice & 컨트리걸즈 LIVE ~야나가와 나나미 졸업 스페셜~」을 기해 Juice=Juice와 컨트리걸즈, 헬로! 프로젝트를 졸업하였다.
- 6월 12일, 동년 6월 18일부터 카나자와 토모코가 2대 리더, 타카키 사유키가 2대 서브리더에 취임하는 것이 발표.
- 6월 14일, 하로프로 연수생 홋카이도의 쿠도 유메와 하로프로 연수생의 마츠나가 리아이가 신멤버로 가입[10].
- 6월 17일, 리더인 미야자키 유카가 일본 무도관에서 행해진「하로프로 프리미엄 Juice=Juice CONCERT TOUR 2019 ~JuiceFull!!!!!!!~ FINAL 미야자키 유카 졸업 스페셜」을 기해 Juice=Juice와 헬로! 프로젝트를 졸업.

2020년
- 2월 10일, 미야모토 카린이 6월을 기해 Juice=Juice와 헬로! 프로젝트를 졸업을 발표하였다[11]. 졸업 후에도 연예 활동을 계속하게 된다.
- 4월 1일, 전 코부시팩토리의 이노우에 레이가 신멤버로 가입[12].
- 4월 21일, 6월 3일에 졸업 예정인 미야모토 카린이 신종 코로나바이러스 감염 우려로 인해 졸업 일자가 정기되었다[13](졸업 일자가 12월 10일로 예정).
- 12월 10일, 미야모토 카린이 일본 무도관에서 행해진「Juice=Juice 콘서트 2020 ~계속되는 STORY~ 미야모토 카린 졸업 스페셜」을 기해 Juice=Juice와 헬로! 프로젝트를 졸업.

2021년
- 1월 20일, Juice=Juice와 츠바키팩토리의 합동 신멤버 오디션의 개최를 발표하였다[14].
- 2월 12일, 타카기 사유키에 대해「헬로! 프로젝트의 멤버로서 자각이 부족하다고 종합적으로 판단」하여 헬로! 프로젝트와 Juice=Juice의 활동을 종료하였음을 발표했다[15].
- 7월 7일, Juice=Juice와 츠바키팩토리의 합동 신멤버 오디션에서 이리에 리사와 하로프로 연수생의 아리사와 이치카, 에바타 키사키가 합격하여 신멤버로 가입[16].
- 10월 6일, 리더인 카나자와 토모코가 11월 24일에 요코하마 아레나에서 행해진 단독 콘서트「Juice=Juice Concert 2021 ~FAMILIA~」를 기해 Juice=Juice와 헬로! 프로젝트를 졸업을 발표하였다[17]. 졸업 후에도 연예 활동을 계속하게 된다.
- 11월 24일, 카나자와 토모코가 요코하마 아레나에서 행해진「Juice=Juice Concert 2021 ~FAMILIA~」를 기해 Juice=Juice와 헬로! 프로젝트를 졸업. 멤버였던 우에무라 아카리가 3대 리더, 이나바 마나카와 단바라 루루가 3대 서브리더에 취임하는 것이 발표.

2022년
- 1월 2일, 모닝구무스메。'22와 Juice=Juice의 합동 신멤버 오디션의 개최를 발표하였다[18].
- 3월 18일, 이나바 마나카가 5월 30일에 일본 무도관에서 행해진「Hello! Project 2022 Spring CITY CIRCUIT Juice=Juice CONCERT TOUR ~terzo~」을 기해 Juice=Juice와 헬로! 프로젝트를 졸업을 발표하였다[19].
- 4월 26일, 3rd 앨범「terzo」(4월 20일 발매)가 오리콘 주간 앨범 차트에서 첫 1위를 획득했다[20].
- 5월 30일, 이나바 마나카가 일본 무도관에서 행해진「Hello! Project 2022 Spring CITY CIRCUIT Juice=Juice CONCERT TOUR ~terzo~ 이나바 마나카 졸업 스페셜」을 기해 Juice=Juice와 헬로! 프로젝트를 졸업.
- 6월 29일, 모닝구무스메。'22와 Juice=Juice의 합동 신멤버 오디션에서 엔도 아카리와 하로프로 연수생의 이시야마 사쿠라가 합격하여 신멤버로 가입[21].

2023년
- 5월 23일, 하로프로 연수생의 카와시마 미후가 신멤버로 가입[22].
- 6월 26일, 헬로! 프로젝트의 전 그룹, 신그룹, 하로프로 연수생과 합동으로 신멤버 오디션「헬로! 프로젝트 25주년 기념 신멤버 오디션」을 개최하는 것을 발표하였다[23].
- 8월 16일, 우에무라 아카리가 2024년 봄 투어를 기해 Juice=Juice와 헬로! 프로젝트를 졸업을 발표하였다[24].

2024년
- 6월 14일, 우에무라 아카리가 일본 무도관에서 행해진「Juice=Juice Concert Tour 2024 1=LINE 우에무라 아카리 졸업 스페셜」을 기해 Juice=Juice와 헬로! 프로젝트를 졸업. 이로써 그룹의 결성 멤버가 모두 졸업하였다.
- 7월 13일, 헬로! 프로젝트의 전 그룹, 하로프로 연수생, 하로프로 연수생 홋카이도와 합동으로 신멤버 오디션「헬로! 프로젝트 신멤버 오디션 2024」를 개최하는 것을 발표하였다[25].

2025년
- 6월 23일, 하로프로 연수생의 하야시 니이나가 신멤버로 가입[26].
- 8월 16일, 헬로! 프로젝트의 전 그룹, 하로프로 연수생, 하로프로 연수생 홋카이도와 합동으로 신멤버 오디션「헬로! 프로젝트 신멤버 오디션 2025」를 개최하는 것을 발표하였다[27].

## 구성원
- 교체의 가능성도 있다고 여겨지고 있지만, 2025년 7월 기준으로, 이하의 11명이 멤버로 되어 있다. 과일의 이름은「멤버의 이미지를 나타내는 후르츠」이다.

| 이름            | 소개 |
| --------------- | --- |
| 단바라 루루     | - 이름: 段原瑠々(Dambara Ruru) - 생년월일: 2001년 5월 7일(24세) - 출생지: 일본 히로시마현 - 포지션: 4대 리더, 리드보컬, 메인댄서, 최연장자 - 이미지 후르츠: 오렌지 - 활동 기간: 2017년 6월 ~ 현재 |
| 이노우에 레이   | - 이름 : 井上玲音(Inoue Rei) - 생년월일 : 2001년 7월 17일(24세) - 출생지: 일본 도쿄도 - 포지션: 4대 서브리더, 리드보컬 - 이미지 후르츠: 하양 - 활동 기간: 2020년 4월 ~ 현재                       |
| 쿠도 유메       | - 이름: 工藤由愛(Kudo Yume) - 생년월일: 2004년 9월 28일(20세) - 출생지: 일본 홋카이도 - 포지션: 리드보컬 - 이미지 후르츠: 분홍 - 활동 기간: 2019년 6월 ~ 현재                                     |
| 마츠나가 리아이 | - 이름: 松永里愛(Matsunaga Riai) - 생년월일: 2005년 7월 7일(20세) - 출생지: 일본 오사카부 - 포지션: 리드보컬 - 이미지 후르츠: 로얄 블루 - 활동 기간: 2019년 6월 ~ 현재                            |
| 아리사와 이치카 | - 이름 : 有澤一華(Arisawa Ichika) - 생년월일 : 2003년 12월 23일(21세) - 출생지: 일본 오사카부 - 포지션: 리드보컬 - 이미지 후르츠: 라이트 블루 - 활동 기간: 2021년 7월 ~ 현재                      |
| 이리에 리사     | - 이름 : 入江里咲(Irie Risa) - 생년월일 : 2005년 10월 18일(19세) - 출생지: 일본 지바현 - 포지션: 리드보컬 - 이미지 후르츠: 라이트 퍼플 - 활동 기간: 2021년 7월 ~ 현재                             |
| 에바타 키사키   | - 이름 : 江端妃咲(Ebata Kisaki) - 생년월일 : 2007년 1월 30일(18세) - 출생지: 일본 교토부 - 포지션: 리드보컬 - 이미지 후르츠: 데이지 - 활동 기간: 2021년 7월 ~ 현재                                |
| 이시야마 사쿠라 | - 이름 : 石山咲良(Ishiyama Sakura) - 생년월일 : 2004년 2월 22일(21세) - 출생지: 일본 도쿄도 - 포지션: 리드보컬 - 이미지 후르츠: 퍼플 - 활동 기간: 2022년 6월 ~ 현재                               |
| 엔도 아카리     | - 이름 : 遠藤彩加里(Endo Akari) - 생년월일 : 2008년 4월 26일(17세) - 출생지: 일본 홋카이도 - 포지션: 리드보컬, 최연소 - 이미지 후르츠: 민트 그린 - 활동 기간: 2022년 6월 ~ 현재                   |
| 카와시마 미후   | - 이름 : 川嶋美楓(Kawashima Mifu) - 생년월일 : 2007년 12월 13일(17세) - 출생지: 일본 교토부 - 포지션: 리드보컬 - 이미지 후르츠: 퓨어 레드 - 활동 기간: 2023년 5월 ~ 현재                          |
| 하야시 니이나   | - 이름 : 林仁愛(Hayashi Niina) - 생년월일 : 2011년 6월 10일(14세) - 출생지: 일본 아이치현 - 포지션: 리드보컬 - 이미지 후르츠: 브라이트 그린 - 활동 기간: 2025년 6월 ~ 현재                        |

### 전 구성원
| 이름            | 소개 |
| --------------- | --- |
| 오오츠카 아이나 | - 이름: 大塚愛菜(Otsuka Aina) - 생년월일: 1998년 4월 3일(27세) - 출생지: 일본 도쿄도 - 이미지 후르츠: 오렌지 - 활동 기간: 2013년 2월 ~ 7월 |
| 야나가와 나나미 | - 이름: 梁川奈々美(Yanagawa Nanami) - 생년월일: 2002년 1월 6일(23세) - 출생지: 일본 가나가와현 - 이미지 후르츠: 미디엄 블루 - 포지션: 메인댄서, 센터 - 활동 기간: 2017년 6월 ~ 2019년 3월 - 소속 그룹: 컨트리걸즈 겸임 - 비고: 연예계 은퇴                          |
| 미야자키 유카   | - 이름: 宮崎由加(Miyazaki Yuka) - 생년월일: 1994년 4월 2일(31세) - 출생지: 일본 이시카와현 - 이미지 후르츠: 복숭아 - 포지션: 초대 리더, 리드보컬 - 활동 기간: 2013년 2월 ~ 2019년 6월                                                                               |
| 미야모토 카린   | - 이름: 宮本佳林(Miyamoto Karin) - 생년월일: 1998년 12월 1일(26세) - 출생지: 일본 지바현 - 이미지 후르츠: 포도 - 포지션: 센터, 리드댄서, 리드보컬 - 활동 기간: 2013년 2월 ~ 2020년 12월                                                                             |
| 타카기 사유키   | - 이름: 高木紗友希(Takagi Sayuki) - 생년월일: 1997년 4월 21일(28세) - 출생지: 일본 지바현 - 이미지 후르츠: 레몬 - 포지션: 2대 서브리더, 메인보컬 - 활동 기간: 2013년 2월 ~ 2021년 2월                                                                               |
| 카나자와 토모코 | - 이름: 金澤朋子(Kanazawa Tomoko) - 생년월일: 1995년 7월 2일(30세) - 출생지: 일본 사이타마현 - 이미지 후르츠: 사과 - 포지션: 2대 리더, 최연장자, 리드보컬 - 활동 기간: 2013년 2월 ~ 2021년 11월 - 소속 그룹: 카미이시나카 카나 멤버 - 비고: 2022년 5월, 연예계 은퇴 |
| 이나바 마나카   | - 이름: 稲場愛香(Inaba Manaka) - 생년월일: 1997년 12월 27일(27세) - 출생지: 일본 홋카이도 - 포지션: 3대 서브리더, 메인댄서, 센터, 메인보컬 - 이미지 후르츠: 핫 핑크 - 활동 기간: 2018년 6월 ~ 2022년 5월                                                            |
| 우에무라 아카리 | - 이름: 植村あかり(Uemura Akari) - 생년월일: 1998년 12월 30일(26세) - 출생지: 일본 오사카부 - 이미지 후르츠: 멜론 - 포지션: 3대 리더, 리드보컬 - 활동 기간: 2013년 2월 ~ 2024년 6월                                                                                 |

## 음악

### 싱글
인디즈
1. 私が言う前に抱きしめなきゃね (2013년 3월 31일 선행 판매 / 4월 3일 일반 발매)
2. 五月雨美女がさ乱れる (2013년 5월 5일 선행 판매 / 5월 8일 한정 판매 / 6월 12일 일반 발매)
3. 天まで登れ! (2013년 6월 12일 e-LineUP! 한정 발매) - 하로프로 연수생 feat. Juice=Juice 명의
  - 오오츠카 아이나 마지막 참가 싱글

메이저
1. ロマンスの途中／私が言う前に抱きしめなきゃね (MEMORIAL EDIT)／五月雨美女がさ乱れる (MEMORIAL EDIT) (2013년 9월 11일)
  - 트리플 A 사이드(A면) 싱글. 커플링 곡은 없음.
2. イジワルしないで 抱きしめてよ／初めてを経験中 (2013년 12월 4일)
  - 양 A면 싱글. 커플링 곡은 없음.
3. 裸の裸の裸のKISS／アレコレしたい! (2014년 3월 19일)
  - 양 A면 싱글. 커플링 곡은 없음.
4. ブラックバタフライ／風に吹かれて (2014년 7월 30일)
  - 양 A면 싱글. 커플링 곡은 없음.
5. 背伸び／伊達じゃないよ うちの人生は (2014년 10월 1일)
  - 양 A면 싱글. 커플링 곡은 없음.
6. Wonderful World／Ça va ? Ça va ? (2015년 4월 8일)
  - 양 A면 싱글. 커플링 곡은 없음.
7. Next is you!／カラダだけが大人になったんじゃない (2016년 2월 3일)
  - 양 A면 싱글. 커플링 곡은 없음.
    - Next is you!는 "NEXT YOU" 명의로 수록된다.
8. Dream Road～心が躍り出してる～／KEEP ON 上昇志向!!／明日やろうはバカやろう (2016년 10월 26일)
  - 트리플 A 사이드(A면) 싱글. 커플링 곡은 없음.
9. 地団駄ダンス／Feel! 感じるよ (2017년 4월 26일)
  - 양 A면 싱글. 커플링 곡은 없음.
10. SEXY SEXY／泣いていいよ／Vivid Midnight (2018년 4월 18일)
  - 트리플 A 사이드(A면) 싱글. 커플링 곡은 없음.
11. 微炭酸／ポツリと／Good bye & Good luck! (2019년 2월 13일)
  - 트리플 A 사이드(A면) 싱글. 커플링 곡은 없음.
    - 이나바 마나카 첫 참가 싱글
    - 야나가와 나나미 마지막 참가 싱글
12. 「ひとりで生きられそう」って それってねぇ、褒めているの?／25歳永遠説 (2019년 6월 5일)
  - 양 A면 싱글. 커플링 곡은 없음.
    - 미야자키 유카 마지막 참가 싱글
    - 2019년 10월 23일 발매의 통상반 C에 쿠도 유메 · 마츠나가 리아이가 레코딩에 참가해, 새로 가창한 「ひとりで生きられそう」って それってねぇ、褒めているの? (New Vocal Ver.)이 수록.
13. ポップミュージック／好きって言ってよ  (2020년 4월 1일)
  - 양 A면 / 커플링 : 続いていくSTORY (Symphonic Version feat. Karin) / Borderline (통상반 A만) / Va-Va-Voom (통상반 B만)
    - 미야모토 카린 · 타카기 사유키 마지막 참가 싱글
14. DOWN TOWN／がんばれないよ (2021년 4월 28일)
  - 양 A면 싱글. 커플링 곡은 없음.
    - 이노우에 레이 첫 참가 싱글
15. プラスティック・ラブ／Familia／Future Smile (2021년 12월 22일)
  - 트리플 A 사이드(A면) 싱글. 커플링 곡은 없음.
    - 아리사와 이치카 · 이리에 리사 · 에바타 치사키 첫 참가 싱글
    - 카나자와 토모코 · 이나바 마나카 마지막 참가 싱글
16. 全部賭けてGO!!／イニミニマニモ～恋のライバル宣言～ (2022년 11월 23일)
  - 양 A면 싱글. 커플링 곡은 없음.
    - 이시야마 사쿠라 · 엔도 히카리 첫 참가 싱글
17. プライド・ブライト／FUNKY FLUSHIN' (2023년 7월 12일)
  - 양 A면 싱글. 커플링 곡은 없음.
18. トウキョウ・ブラー／ナイモノラブ／おあいこ (2024년 5월 15일)
  - 트리플 A 사이드(A면) / 커플링 : Brilliance of memories
    - 우에무라 아카리 마지막 참가 싱글
    - 현재 휴양 중인 카와시마 미후가 싱글 불참가.
    - 커플링곡 "Brilliance of memories"는 우에무라 아카리의 솔로곡으로 수록.
19. 初恋の亡霊／今夜はHearty Party (2025년 2월 26일)
  - 양 A면 싱글. 커플링 곡은 없음.
    - 카와시마 미후 첫 참가 싱글
20. 四の五の言わず颯(さっ)と別れてあげた／盛れ！ミ・アモーレ (2025년 10월 8일)
  - 양 A면 싱글. 커플링 곡은 없음.
    - 하야시 니이나 첫 참가 싱글

콜라보레이션
- 하로프로 올스타즈 명의

1. YEAH YEAH YEAH／憧れのStress-free／花、闌の時 (2018년 9월 26일)
  - 트리플 A 사이드(A면) / 커플링 : ハロー!ヒストリー

### 착신 싱글
1. Fiesta! Fiesta! (2017년 8월 23일)
  - 커플링 : Wonderful World (English Ver.)
    - 야나가와 나나미 · 단바라 루루 첫 참가 싱글

### 착신 한정
1. 大人の事情 (2016년 3월 2일) - NEXT YOU 명의
2. Goal～明日はあっちだよ～ (2017년 5월 19일)
3. 如雨露 (2017년 6월 16일)

### 앨범
1. First Squeeze! (2015년 7월 15일)
2. Juice=Juice#2 -¡Una más!- (2018년 8월 1일)
3. terzo (2022년 4월 20일)

### 베스트 앨범
1. Juicetory (2023년 10월 11일)

### 기타 미니 앨범
1. 演劇女子部「ミュージカル 恋するハローキティ」オリジナルサウンドトラック (2014년 11월 19일 선행 판매 / 12월 24일 일반 발매)

### 미음원화악곡
- 今夜はHearty Party

### DVD/Blu-ray

#### 라이브 · 콘서트
1. ナルチカ2013秋 Berryz工房×Juice=Juice (2014년 4월 16일 DVD / Blu-ray)
2. 10月10日はJuice=Juiceの日～1st Season～ (2015년 3월 18일)
3. Juice=Juice ファーストライブツアー2015 ～Special Juice～ (2015년 8월 5일 DVD / Blu-ray)
4. Juice=Juice LIVE MISSION 220 in Taipei & Hong Kong (2016년 3월 2일)
5. Juice=Juice LIVE MISSION 220 ～Code3 Special→Growing Up!～ (2016년 8월 17일 DVD / Blu-ray)
6. Juice=Juice LIVE MISSION FINAL at 日本武道館 (2017년 2월 22일 DVD / Blu-ray)
7. Juice=Juice LIVE AROUND 2017 ～NEXT ONE SPECIAL～ (2017년 8월 9일 DVD / Blu-ray)
8. Juice=Juice LIVE AROUND 2017 FINAL at 日本武道館 ～Seven Squeeze!～ (2018년 3월 7일 DVD / Blu-ray)
9. Juice=Juice LIVE AROUND 2017 ～World Tour～ (2018년 4월 25일)
10. Juice=Juice LIVE GEAR 2018 ～Go ahead SPECIAL～ (2018년 9월 12일 DVD / Blu-ray)
11. OTODAMA SEA STUDIO 2018 ～J=J Summer Special～ (2018년 12월 5일)
12. Juice=Juice LIVE 2018 at NIPPON BUDOKAN TRIANGROOOVE (2019년 2월 6일 DVD / Blu-ray)
13. Juice=Juice＆カントリー・ガールズ LIVE ～梁川奈々美 卒業スペシャル～ (2019년 7월 10일 DVD / Blu-ray)
14. ハロプロ プレミアム Juice=Juice CONCERT TOUR 2019 ～JuiceFull!!!!!!!～ FINAL 宮崎由加卒業スペシャル (2019년 10월 16일 DVD / Blu-ray)
15. OTODAMA SEA STUDIO 2019 supported by POCARI SWEAT J=J Summer Special (2019년 12월 11일)
16. Juice=Juice Concert 2019 ～octopic!～ (2020년 4월 15일 DVD / Blu-ray)
17. Hello! Project presents...「Premier seat」 ～Juice=Juice Premium～ (2021년 4월 21일)
18. Juice=Juice コンサート2020 〜続いていくSTORY〜 宮本佳林卒業スペシャル (2021년 5월 12일 DVD / Blu-ray)
19. Juice=Juice 14th シングルリリース記念スペシャルライブComplete Edition. (2021년 10월 13일)
20. Juice=Juice Concert 2021 ～FAMILIA～ 金澤朋子ファイナル (2022년 3월 30일 DVD / Blu-ray)
21. Juice=Juice CONCERT TOUR 〜terzo〜 FINAL 稲場愛香卒業スペシャル (2022년 10월 19일 DVD / Blu-ray)
22. Juice=Juice CONCERT TOUR ～terzo bis～ (2023년 2월 8일)
23. Juice=Juice 10th ANNIVERSARY CONCERT TOUR ～10th Juice at BUDOKAN～ (2023년 12월 6일 DVD / Blu-ray)
24. Juice=Juice 10th Anniversary Concert Tour 2023 Final ～Juicetory～ (2024년 5월 29일 DVD / Blu-ray)
25. Juice=Juice Concert Tour 2024 1=LINE 植村あかり卒業スペシャル (2024년 10월 23일)
26. Juice=Juice Concert Tour 2024 TRIANGROOOVE2 Special (2025년 4월 23일)

#### 솔로 DVD/Blu-ray
1. KArin 宮本佳林DVD (2014년 7월 16일)
2. かりんは16歳 宮本佳林Blu-ray (2015년 7월 22일)
3. あかり 植村あかりBlu-ray (2015년 12월 16일)
4. Take It Early 植村あかりBlu-ray (2016년 8월 17일)
5. bluest 宮本佳林Blu-ray (2016년 11월 23일)
6. 佳林=KARIN 宮本佳林Blu-ray (2018년 12월 26일)
7. わたしのあしおと 梁川奈々美Blu-ray (2019년 2월 27일)

한정판
1. Greeting～宮本佳林～ 宮本佳林DVD (2014년 3월 3일)
2. Greeting～宮崎由加～ 宮崎由加DVD (2014년 4월 19일)
3. Greeting～金澤朋子～ 金澤朋子DVD (2014년 6월 26일)
4. Greeting～植村あかり～ 植村あかりDVD (2014년 7월 19일)
5. Greeting～高木紗友希～ 高木紗友希Blu-ray (2015년 12월 19일)

#### 이벤트V(이벤트 회장 한정판)
1. 이벤트V「ロマンスの途中」(2013년 9월 23일)
2. 이벤트V「イジワルしないで 抱きしめてよ」(2014년 1월 11일)
3. 이벤트V「初めてを経験中」(2014년 1월 11일)
4. 이벤트V「裸の裸の裸のKISS」(2014년 4월 12일)
5. 이벤트V「アレコレしたい!」(2014년 4월 12일)
6. 이벤트V「ブラックバタフライ」(2014년 9월 14일)
7. 이벤트V「風に吹かれて」(2014년 9월 14일)
8. 이벤트V「背伸び」(2014년 11월 2일)
9. 이벤트V「伊達じゃないよ うちの人生は」(2014년 11월 2일)
10. 이벤트V「Wonderful World」(2015년 5월 5일)
11. 이벤트V「Ca va ? Ca va ?」(2015년 5월 5일)
12. 이벤트V「Next is you!」(2016년 2월 28일) - NEXT YOU 명의
13. 이벤트V「カラダだけが大人になったんじゃない」(2016년 2월 28일)
14. 이벤트V「Dream Road～心が躍り出してる～」(2016년 12월 2일)
15. 이벤트V「KEEP ON 上昇志向!!」(2016년 12월 2일)
16. 이벤트V「明日やろうはバカやろう」(2016년 12월 2일)
17. 이벤트V「地団駄ダンス／Feel! 感じるよ」(2017년 5월 20일)
18. 이벤트V「SEXY SEXY／泣いていいよ」(2018년 5월 13일)
19. 이벤트V「微炭酸／ポツリと／Good bye & Good luck!」(2019년 3월 9일)
20. 이벤트V「「ひとりで生きられそう」って それってねぇ、褒めているの?／25歳永遠説」(2019년 8월 10일)
21. 이벤트V「ポップミュージック／好きって言ってよ」(2020년 4월 1일)

콜라보레이션
- 하로프로 올스타즈 명의

1. 이벤트V「YEAH YEAH YEAH／花、闌の時」(2018년 10월 20일)

#### 그 외
1. Juice=Juiceプロフィールムービー完全版 (2014년 1월 9일)
2. 演劇女子部 「ミュージカル 恋するハローキティ」(2015년 3월 4일)
3. ドラマ 武道館 (2016년 7월 6일)
4. 演劇女子部「タイムリピート～永遠に君を想う～」(2019년 1월 16일)

## 출연

### 텔레비전
- The Girls Live (2014년 1월 9일 ~ 2019년 3월 25일, 테레비도쿄)
- AI・DOL 프로젝트 (2019년 4월 1일 ~ 2020년 3월 30일, 테레비도쿄)
- 하로드리 (2020년 4월 6일 ~ , 테레비도쿄)
- 한 밤중에 하로! (2022년 1월 13일 ~ 3월 17일, 테레비도쿄) - Juice=Juice 본인 역

### 라디오
- We are Juice=Juice (2013년 10월 3일 ~ , bayfm)
- 폭야~BAKUNAI (2015년 4월 3일 ~ 2021년 11월 21일, RF라디오닛폰 사회: 카나자와 토모코)
- HELLO! DRIVE! -하로드라- (2016년 10월 3일 ~ 2019년 6월, 라디오 네오 사회: 미야모토 카린)
- IMAREAL「Juice=Juice 이나바 마나카의 마나리아루」[28](2018년 6월 21일 ~ 2019년 3월 26일, FM 홋카이도 사회: 이나바 마나카)
- IMAREAL「Juice=Juice 이나바 마나카의 manakan Palette Box」(2019년 4월 4일 ~ , FM 홋카이도 사회: 이나바 마나카)
- 아키나의 주간 영 프라이데이 (2019년 10월 4일 ~ , MBS 라디오 사회: 우에무라 아카리)
- 카나자와 토모코의 Vivid Midnight (2019년 10월 5일 ~ 2021년 11월 20일, NACK5 사회: 카나자와 토모코)
- GIRLS♥GIRLS♥GIRLS =FULL BOOST= 「이노우에 레이의 Music Letters」(2020년 4월 16일 ~ , FM 후지 사회 : 이노우에 레이)
- 니시노카제 브란도 라디오 (2021년 10월 17일 ~ , MBS 라디오 사회 : 우에무라 아카리) - 카와무라 아야노와 함께 담당.
- Music Palette♪「Juice=Juice 마츠나가 리아이의 MIX=Juice」(2024년 4월 7일 ~ , TBS 라디오 사회 : 마츠나가 리아이)

### 라이브 · 콘서트
- Juice=Juice 퍼스트 라이브 투어 2014~2015 News=News ~각지보다 전달합니다!~ (2014년 6월 13일 ~ 2015년 4월 25일, 43개 도시 65회 공연)
- Juice=Juice 퍼스트 라이브 투어 2015 ~Special Juice~ (2015년 5월 2일 ~ 23일, 2개 도시 5회 공연)
- Juice=Juice LIVE MISSION 220 ~Code1→Begin to Run~ (2015년 6월 21일 ~ 9월 27일, 34개 도시 57회 공연)
- Juice=Juice LIVE MISSION 220 ~Special Code→J=J Day~ (2015년 10월 10일 ~ 12일, 2개 도시 4회 공연)
- Juice=Juice LIVE MISSION 220 ~Code2→NEXT to YOU~ (2015년 10월 17일 ~ 2016년 3월 27일, 50개 도시 69회 공연)
- Juice=Juice LIVE MISSION 220 ~Code3→Growing!~ (2016년 4월 2일 ~ 7월 3일, 24개 도시 46회 공연)
- Juice=Juice LIVE MISSION 220 ~Code3 Special→Growing Up!~ (2016년 4월 16일 ~ 6월 5일, 6개 도시 12회 공연)
- Juice=Juice LIVE MISSION 220 ~Last Code→Full Squeeze!~ (2016년 7월 14일 ~ 10월 29일, 24개 도시 43회 공연)
- Juice=Juice LIVE MISSION 220 ~Special Code→J=J Day 2016~ (2016년 10월 8일 ~ 10일, 2개 도시 4회 공연)
- Juice=Juice LIVE MISSION FINAL at 일본 무도관 (2016년 11월 7일, 일본 무도관)
- Juice=Juice LIVE AROUND 2017 ~NEXT ONE~ (2017년 2월 2일 ~ 4월 1일, 9개 도시 18회 공연)
- Juice=Juice LIVE AROUND 2017 ~NEXT ONE SPECIAL~ (2017년 4월 29일 ~ 5월 27일, 6개 도시 12회 공연)
- Juice=Juice LIVE AROUND 2017 ~Seven Horizon~ (2017년 7월 13일 ~ 9월 11일, 13개 도시 20회 공연)
- Juice=Juice LIVE AROUND 2017 ~World Tour→J=J Day Special~ (2017년 10월 6일 ~ 10일, 2개 도시 2회 공연)
- Juice=Juice LIVE AROUND 2017 ~Beyond the Beyond~ (2017년 10월 22일 ~ 11월 12일, 6개 도시 14회 공연)
- Juice=Juice LIVE AROUND 2017 FINAL at 일본 무도관 ~Seven Squeeze!~ (2017년 11월 20일, 일본 무도관)
- Juice=Juice LIVE GEAR 2018 ~Go ahead~ (2018년 1월 25일 ~ 4월 8일, 14개 도시 25회 공연)
- Juice=Juice LIVE GEAR 2018 ~Go ahead SPECIAL~ (2018년 4월 28일 ~ 6월 24일, 6개 도시 11회 공연)
- OTODAMA SEA STUDIO 2018 ~J=J Summer Special~ (2018년 8월 6일, OTODAMA SEA STUDIO)
- Juice=Juice LIVE GEAR 2018 ~Esperanza~ (2018년 9월 2일 ~ 12월 9일, 13개 도시 25회 공연)
- Juice=Juice LIVE GEAR 2018 ~Esperanza J=J DAY SPECIAL~ (2018년 10월 10일 ~ 10월 13일, 2개 도시 3회 공연)
- Juice=Juice LIVE 2018 at NIPPON BUDOKAN TRIANGROOOVE (2018년 10월 29일, 일본 무도관)
- Juice=Juice LIVE 2019 ~GO FOR IT!~ (2019년 2월 4일 ~ 3월 7일, 6개 도시 11회 공연)
- Juice=Juice CONCERT TOUR 2019 ~JuiceFull!!!!!!!~ (2019년 4월 27일 ~ 6월 4일, 8개 도시 17회 공연)
- 하로프로 프리미엄 Juice=Juice CONCERT TOUR 2019 ~JuiceFull!!!!!!!~ FINAL 미야자키 유카 졸업 스페셜 (2019년 6월 17일, 일본 무도관)
- OTODAMA SEA STUDIO 2019 supported by POCARI SWEAT J=J Summer Special (2019년 7월 30일, OTODAMA SEA STUDIO)
- Juice=Juice LIVE TOUR 2019 ~Con Amor~ (2019년 9월 8일 ~ 11월 30일, 20개 도시 41회 공연)
- Juice=Juice LIVE TOUR 2019 ~Con Amor J=J DAY SPECIAL~ (2019년 10월 10일, 마이나비 BLITZ 아카사카)
- Juice=Juice Concert 2019 ~octopic!~ (2019년 12월 4일, 국립 요요기 제일 체육관)
  - 국내 23곳의 극장에서 라이브 뷰잉을 실시
- Juice=Juice LIVE TOUR 2020 ~NEW SENSATION~ (2020년 2월 3일 ~ 9일, 2개 도시 5회 공연)[29][30][31][32][33][34][35][36]
- Juice=Juice CONCERT TOUR 2020 ~팝 · 쥬스 · 쟈니~ (공연 중지)[37][33][34]
- Juice=Juice CONCERT TOUR 2020 ~팝 · 쥬스 · 쟈니~ FINAL (공연 중지, 도쿄 커튼 시어터)[38]
- Juice=Juice CONCERT TOUR 2020 ~팝 · 쥬스 · 쟈니~ FINAL 미야모토 카린 졸업 스페셜 (공연 중지, 도쿄 커튼 시어터)[39][13]
- Juice=Juice 스페셜 이벤트 2020 ~10월 10일은 Juice=Juice의 날!~ (2020년 10월 10일, CLUB CITTA')
- Juice=Juice 콘서트 2020 ~계속되는 STORY~ 미야모토 카린 졸업 스페셜 (2020년 12월 10일, 일본 무도관)
  - 국내 35곳, 해외 1곳의 극장에서 라이브 뷰잉을 실시 또는 CS 테레비아사히 1과 스카파! 온디맨드에서 완전 생중계
- Juice=Juice Concert 2021 ~FAMILIA~ 카나자와 토모코 파이널 (2021년 11월 24일, 요코하마 아레나)
  - 전국 47도도부현의 극장에서 라이브 뷰잉을 실시 또는 히카리 TV에서 완전 생착신
- Hello! Project 2022 Spring CITY CIRCUIT Juice=Juice CONCERT TOUR ~terzo~ (2022년 3월 20일 ~ 5월 21일, 11개 도시 16회 공연)
- Juice=Juice CONCERT TOUR ~terzo~ FINAL 이나바 마나카 졸업 스페셜 (2022년 5월 30일, 일본 무도관)
  - 전국 47도도부현의 극장에서 라이브 뷰잉을 실시 또는 후지테레비 TWO에서 완전 생중계
- Hello! Project 2022 Summer CITY CIRCUIT Juice=Juice CONCERT TOUR ~terzo bis~ (2022년 7월 9일 ~ 8월 28일, 5개 도시 6회 공연)
- Hello! Project 2022 Autumn CITY CIRCUIT Juice=Juice CONCERT TOUR ~nouvelle vague~ (2022년 9월 25일 ~ 11월 20일, 10개 도시 14회 공연)
- Juice=Juice CONCERT TOUR ~final: nouvelle vague~ (2023년 2월 28일, 일본 무도관)[40]
  - 전국 47도도부현의 극장에서 라이브 뷰잉을 실시 또는 CS 테레비아사히 1에서 완전 생중계
- Hello! Project 2023 Spring CITY CIRCUIT Juice=Juice 10th ANNIVERSARY CONCERT TOUR ~10th Juice~ (2023년 3월 18일 ~ 6월 11일, 9개 도시 14회 공연)
- Juice=Juice 10th ANNIVERSARY CONCERT TOUR ~10th Juice at BUDOKAN~ (2023년 5월 29일, 일본 무도관)
  - 전국 47도도부현의 극장에서 라이브 뷰잉을 실시 또는 CS 테레비아사히 1에서 완전 생중계
- Hello! Project 2023 Summer CITY CIRCUIT Juice=Juice 10th ANNIVERSARY CONCERT TOUR ~10th Juice~ Encore (2023년 7월 23일 ~ 9월 3일, 5개 도시 7회 공연)
- Juice=Juice 10th Anniversary Concert Tour 2023 ~Juicetory~ (2023년 9월 23일 ~ 11월 19일, 10개 도시 16회 공연)
- Juice=Juice 10th Anniversary Concert Tour 2023 Final ~Juicetory~ (2023년 12월 6일, 일본 무도관)
- Juice=Juice Concert Tour 2024 1-LINE (2024년 4월 20일 ~ 6월 8일, 9개 도시 22회 공연)
- Juice=Juice Concert Tour 2024 1=LINE 우에무라 아카리 졸업 스페셜 (2024년 6월 14일, 일본 무도관)
  - 전국 47도도부현의 극장에서 라이브 뷰잉을 실시 또는 CS 테레비아사히 1에서 완전 생중계
- Juice=Juice Concert Tour 2024 TRIANGROOOVE2 (2024년 9월 28일 ~ 11월 10일, 6개 도시 12회 공연)
- Juice=Juice Concert Tour 2024 TRIANGROOOVE2 Special (2024년 11월 19일, 일본 무도관)
  - 전국 47도도부현의 극장에서 라이브 뷰잉을 실시 또는 Hulu에서 착신
- Juice=Juice Concert Tour 2025 Crimson≠Azure (2025년 4월 19일 ~ 5월 31일, 7개 도시 15회 공연)
  - Crimson는 7회 공연, Azure는 8회 공연
- Juice=Juice Concert Tour 2025 Crimson×Azure Special (2025년 6월 23일, 일본 무도관)
  - 전국 47도도부현의 극장, 해외 1곳에서 라이브 뷰잉을 실시 또는 Hulu에서 완전 생중계
- Juice=Juice LIVE TOUR 2025 Queen of Hearts (2025년 9월 17일 ~ 11월 8일, 12개 도시 22회 공연)

### 합동 라이브 · 콘서트
- 하로프로 연수생 발표회 2013 ~봄의 공개 실력 진단 테스트~ (2013년 5월 5일, 나카노 선플라자)
- 하로프로 연수생 발표회 2013 ~6월의 생계란 Show!~ (2013년 6월 8일, 메르바르크 도쿄 · 15일, 오사카 미도회관)
- 하로프로 연수생 발표회 2013 ~9월의 생계란 Show!~ (2013년 9월 15일, 요코하마 BLITZ · 21일, 히가시 베츠잉 홀)
- 나루치카 2013 가을 Berryz코보×Juice=Juice(2013년 10월 12일 ~ 11월 17일)
- 하로프로 연수생 발표회 2013 ~12월의 생계란 Show!~ (2013년 12월 7일, 히가시 베츠잉 홀 · 8일, 난바 Hatch · 21일, 디파 아리아케)
- 하로프로 연수생 발표회 2014 ~2월 · 3월의 생계란 Show!~ (2014년 2월 23일, Zepp Tokyo · 3월 2일, Zepp Nagoya  · 9일, 난바 Hatch)
- 하로프로 연수생 발표회 2014 ~6월의 생계란 Show!~ (2014년 6월 1일, Zepp Nagoya · 7일, 디파 아리아케 · 14일, Zepp Namba)
- 하로프로 연수생 발표회 2014 ~9월의 생계란 Show!~ (2014년 9월 7일, Zepp Nagoya · 15일, 디파 아리아케 · 23일, Zepp Namba)
- Juice=Juice & 컨트리걸즈 LIVE (2019년 2월 14일, Zepp Namba)
- Juice=Juice & 컨트리걸즈 LIVE ~야나가와 나나미 졸업 스페셜~ (2019년 3월 11일, Zepp Tokyo)
- 안녕 나카노 선플라자 음악제 (2023년 6월 8일, 나카노 선플라자)
- RISA OGATA CONCERT 2023「Coeur à coeur」(2023년 8월 15일 · 16일, 다이이치 호텔 료고쿠, 2회 공연) - 쿠도, 이시야마가 서포트 댄서로서 출연.
- RISA OGATA CONCERT「éclatant」
  - 2023년 10월 30일 · 31일, COTTON CLUB, 4회 공연 - 쿠도, 이시야마가 서포트 댄서로서 출연.
  - 2024년 3월 11일 ~ 13일, COTTON CLUB, 4회 공연 - 마츠나가, 이리에가 서포트 댄서로서 출연.
- 헤이안 신궁 월음야 ~교토 명월 콘서트 2023~ HEIANJINGU TSUKI OTOYO (2023년 9월 30일, 헤이안 신궁)
- Hello! Project 연수생 발표회 2025 3월「Spring Is Here !」(2025년 3월 3일, Zepp DiverCity · 9일, Zepp Namba) - 게스트로서 출연.

### 해외 공연
- Juice=Juice LIVE MISSION 220 in Taipei (2015년 10월 3일, 대만 리버 사이드 라이브 하우스 서문홍루 전연관)
- Juice=Juice LIVE MISSION 220 in Hong Kong (2015년 10월 4일, 홍콩 Music Zone @ Emax)
- Juice=Juice LIVE AROUND 2017 ~in the World~ 멕시코 공연 (2017년 9월 8일, 멕시코 닌시 홀)
- Juice=Juice LIVE AROUND 2017 ~in the World~ 영국 공연 (2017년 9월 14일, 영국 229 THE VENUE)
- Juice=Juice LIVE AROUND 2017 ~in the World~ 프랑스 공연 (2017년 9월 16일, 프랑스 파리 La Boule Noire)
- Juice=Juice LIVE AROUND 2017 ~in the World~ 독일 공연 (2017년 9월 17일, 독일 FZW)
- Juice=Juice LIVE AROUND 2017 ~in the World~ 말레이시아 공연 (2017년 9월 23일, 말레이시아 Sunway Lagoon Surf Beach)
- Juice=Juice LIVE AROUND 2017 ~in the World~ 인도네시아 공연 (2017년 9월 24일, 인도네시아 PIK AVENUE)
- Juice=Juice LIVE AROUND 2017 ~in the World~ 대만 공연 (2017년 10월 1일, 대만 Riverside Live House)
- Juice=Juice LIVE AROUND 2017 ~World Tour~ 페루 공연 (2017년 12월 12일, 페루 리마 Auditorio Angélica Gallegos Escobedo – UTP)
- Juice=Juice LIVE AROUND 2017 ~World Tour~ 칠레 공연 (2017년 12월 14일, 칠레 산티아고 Teatro Novedades)
- Juice=Juice LIVE AROUND 2017 ~World Tour~ 브라질 상파울루 공연 (2017년 12월 15일, 브라질 상파울루 Associação Okinawa do Brasil)
- Juice=Juice LIVE AROUND 2017 ~World Tour~ 브라질 포르탈레자 공연 (2017년 12월 17일, 브라질 포르탈레자 Av. Washington Soares, 999 - Edson Queiroz 60811-341 Fortaleza)
- Juice=Juice의 크리스마스회 (2018년 12월 16일, 대만 다푸메가몰 C 에리어 구루메샵 내)
- Juice=Juice Concert 2025 Crimson＋Azure In Taipei (2025년 9월 6일, 대만 花漾hana展演空間(HANASPACE))
- Juice=Juice Concert 2025 Crimson＋Azure In Hong Kong (2025년 9월 7일, 홍콩 PORTAL)

### 뮤지컬 · 무대
- 연극여자부「뮤지컬 사랑하는 헬로 키티」(2014년 11월 19일 ~ 24일, 이케부쿠로 선샤인 극장)
- 연극여자부「타임 리셋트 ~영원히 너를 생각~」(2018년 9월 28일 ~ 10월 8일, 전노제 홀 스페이스 제로)
- STAGE VANGUARD「악양전생」(2022년 8월 7일 / 2023년 5월 31일, COTTON CLUB) - 이리에(8월 7일만), 마츠나가(5월 31일만)가 게스트로서 출연.

## 서적

### 사진집
- Juice=Juice 1st 오피셜 포토북 (2014년 2월 27일, 와니북스)
- Juice=Juice LIVE MISSION 220 IN TAIPEI & HONG KONG 2015 (2016년 11월 1일, 오딧세이 출판)

### 솔로 사진집
- 미야모토 카린 1st 솔로 사진집「佳林」(2014년 6월 12일, 와니북스) ISBN 978-4-8470-4653-7
- 미야모토 카린 2nd 솔로 사진집「Karin sixteen」(2015년 5월 27일, 와니북스) ISBN 978-4-8470-4757-2
- 우에무라 아카리 1st 솔로 사진집「AKARI」(2015년 10월 29일, 와니북스) ISBN 978-4-8470-4789-3
- 미야자키 유카 미니 사진집「Greeting-Photobook-」(2016년 4월 2일, 오딧세이 출판)
- 우에무라 아카리 2nd 솔로 사진집「AKARIⅡ」(2016년 7월 25일, 와니북스) ISBN 978-4-8470-4852-4
- 카나자와 토모코 미니 사진집「Greeting-Photobook-」(2016년 7월 1일, 오딧세이 출판)
- 미야자키 유카 1st 솔로 사진집「宮崎由加(Juice=Juice)ファースト写真集」(2016년 9월 24일, 오딧세이 출판)
- 미야모토 카린 3rd 솔로 사진집「Sun Flower」(2016년 10월 21일, 와니북스)
- 야나가와 나나미 1st 솔로 사진집「Yanaming」(2018년 6월 9일, 오딧세이 출판)
- 카나자와 토모코 비쥬얼 포토북「tomorrow」(2018년 7월 2일, 오딧세이 출판)
- 이나바 마나카 1st 솔로 사진집「愛香」(2018년 11월 17일, 오딧세이 출판)
- 미야모토 카린 스무살기념 사진집「覚醒 -KAKUSEI-」(2018년 12월 1일, 와니북스) ISBN 978-4-8470-8165-1
- 우에무라 아카리 3rd 솔로 사진집「AKARIⅢ」(2019년 1월 9일, 와니북스) ISBN 978-4-8470-8184-2
- 야나가와 나나미 2nd 솔로 사진집「unbalance」(2019년 2월 22일, 오딧세이 출판)
- 미야자키 유카 2nd 솔로 사진집「繋」(2019년 5월 22일, 오딧세이 출판)
- 타카기 사유키 1st 솔로 사진집「紗友希」(2019년 8월 9일, 오딧세이 출판)
- 카나자와 토모코 포토북「#いいね三芳町」(2019년 10월 22일, 오딧세이 출판) ISBN 978-4-909643-42-2 {{isbn}}의 변수 오류: 유효하지 않은 ISBN.
- 미야모토 카린 Juice=Juice 졸업 사진집「RIN」(2020년 5월 20일, 와니북스) ISBN 978-4-8470-8290-0
- 이나바 마나카 2nd 솔로 사진집「ラヴリネス...」(2020년 12월 27일, 오딧세이 출판) ISBN 978-4-908643-56-9
- 이나바 마나카 3rd 솔로 사진집「愛land」(2022년 2월 14일, 오딧세이 출판) ISBN 978-4-8470-8411-9
- 쿠도 유메 1st 솔로 사진집「多幸感～タコカン～」(2022년 9월 28일, 오딧세이 출판) ISBN 978-4-908643-80-4
- 쿠도 유메 2nd 솔로 사진집「多幸感②～タコカン②～」(2023년 9월 28일, 오딧세이 출판) ISBN 978-4-908643-94-1
- 이리에 리사 1st 솔로 사진집「RISAch①」(2024년 2월 14일, 오딧세이 출판) ISBN 978-4-908643-80-4
- 이시야마 사쿠라 1st 솔로 사진집「咲良」(2024년 3월 14일, 오딧세이 출판) ISBN 978-4-908643-97-2
- 단바라 루루 1st 솔로 사진집「ルルイロ」(2024년 5월 7일, 오딧세이 출판) ISBN 978-4-911265-00-0
- 우에무라 아카리 4th 솔로 사진집「Strelitzia」(2024년 5월 23일, 와니북스) ISBN 978-4-8470-8557-4